# Aeroportul Regional Rooks County
Aeroportul Regional Rooks County (IATA: RCP, ICAO: KRCP, FAA LID: RCP) este un aeroport din Kansas, Statele Unite ale Americii ce deservește zona Stockton⁠(d).
Situat la o altitudine de 609 m, aeroportul dispune de 1 pistă.

## Infrastructură

### Piste
Aeroportul dispune de o singură pistă. Pista 18/36 are suprafața de beton și dimensiunile 5.000 picioare × 75 picioare. 